# Hristijan Mickoski
Hristijan Mickoski (en macédonien : Христијан Мицкоски), né le 29 septembre 1977 à Skopje, est un homme d'État macédonien, président du gouvernement depuis le 23 juin 2024. Il est le président du Parti démocratique pour l'unité nationale macédonienne (VMRO-DPMNE) depuis 2017.